# Nimir Abdel-Aziz
Nimir Abdel-Aziz (Haia, 5 de fevereiro de 1992) é um jogador de voleibol holandês que atua na posição de oposto.

## Carreira

### Clube
Começou jogando pelo clube de seu país natal, o Haaften Kwiek. Nimir sempre quis ser atacante, mas até os 16 anos era considerado baixinho, com "apenas" 1,80m. Por isso começou atuando na posição de levantador até 2016, quando seu ex-treinador do Stade Poitevin Poitiers, clube francês onde o jogador atuou (2015–2017), o promoveu para a posição de oposto devido a sequência de lesões no clube.
Como levantador, no Draisma Dynamo Apeldoorn, na temporada 2009–10, estreou na liga profissional holandesa e conquistou o campeonato holandês e a copa holandesa, antes de se transferir para o Coníche Topvolleybal Zwolle na temporada seguinte.
Na temporada 2011–12 mudou-se para a Itália, para disputar o campeonato italiano pelo Sisley Belluno, onde também jogou na temporada seguinte, quando foi contratado pelo Bre Banca Lannutti Cuneo, enquanto que na temporada 2013–14 mudou-se para o clube turco do Ziraat Bankası Ankara. Na temporada 2014–15 disputou o campeonato polonês pelo ZAKSA Kędzierzyn-Koźle, enquanto que na temporada seguinte transferiu-se para o recém-promovido Stade Poitevin Poitiers.
Após voltar para a Itália na temporada 2017–18, vestiu a camisa Powervolley Milano durante três anos; durante o período em que esteve vinculado à equipe italiana, em 2018 teve uma breve experiência no Catar com o Al-Arabi, disputando a Copa do Emir. Na temporada 2020–21 voltou a competir o campeonato italiano, porém, desta vez, defendendo as cores do Itas Trentino, enquanto que na temporada seguinte foi competir pelo Leo Shoes PerkinElmer Modena.

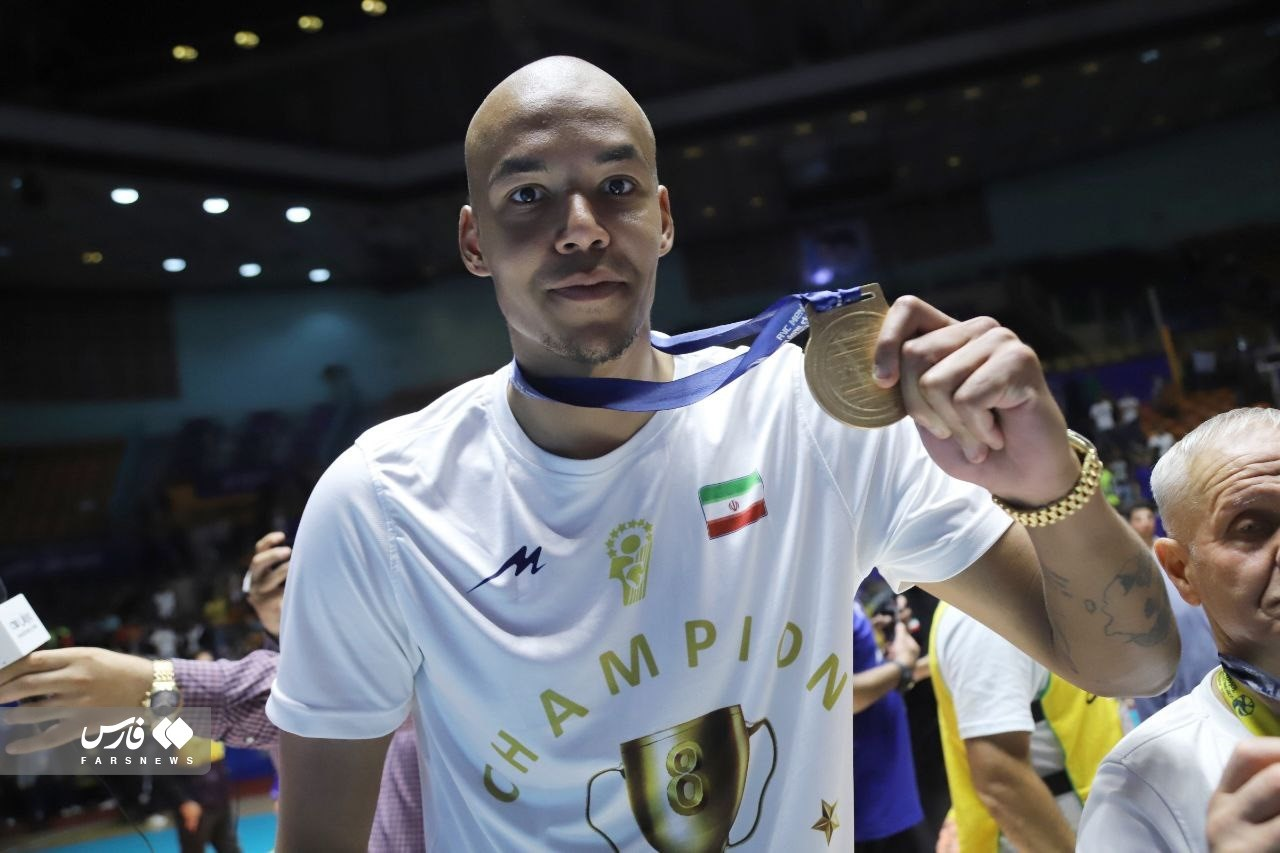
Nimir com a medalha de ouro do Campeonato Asiático de Clubes de 2022.

Em maio de 2022, após assinar um contrato de irmandade com o Paykan Tehran, conquistou o título do Campeonato Asiático de Clubes. No mês seguinte o oposto foi anunciado como o novo reforço do Halkbank Ankara para atuar pela segunda vez em sua carreira no campeonato turco.

### Seleção
Fez sua estreia na seleção holandesa em 2011, em uma partida contra a Bélgica. No ano seguinte conquistou seu primeiro título com a camisa holandesa ao derrotar a Turquia, os donos da casa, na final da Liga Europeia.

## Títulos
Paykan Tehran
- Campeonato Asiático: 2022

Dynamo Apeldoorn
- Campeonato Neerlandês: 2009–10

- Copa Neerlandesa: 2009–10

## Clubes
| Anos      | Clube                        |
| --------- | ---------------------------- |
| 2009–2010 | Draisma Dynamo Apeldoorn     |
| 2010–2011 | Coníche Topvolleybal Zwolle  |
| 2011–2012 | Sisley Belluno               |
| 2012–2013 | Bre Banca Lannutti Cuneo     |
| 2013–2014 | Ziraat Bankası Ankara        |
| 2014–2015 | ZAKSA Kędzierzyn-Koźle       |
| 2015–2017 | Stade Poitevin Poitiers      |
| 2017–2018 | Powervolley Milano           |
| 2018–2018 | Al-Arabi                     |
| 2018–2020 | Powervolley Milano           |
| 2020–2021 | Itas Trentino                |
| 2021–2022 | Leo Shoes PerkinElmer Modena |
| 2022–2022 | Paykan Tehran                |
| 2022–     | Halkbank Ankara              |

## Prêmios individuais
- 2012: Liga Europeia – Melhor sacador
- 2012: Liga Europeia – Melhor levantador
- 2021: Campeonato Europeu – Melhor oposto